# Důl Vojtěch
Důl Vojtěch je nepoužívaný důl k těžbě stříbrné a olověné rudy na Březových Horách v Příbrami. Důl byl založen v roce 1779 Janem Antonínem Alisem a představoval jeden z nejdůležitějších dolů březohorského revíru. Jako vůbec první na celém světě dosáhl hloubky jednoho kilometru, a to v roce 1875. Souvisejících oslav se zúčastnil i císař František Josef I., který tím ukazoval světu, jak je monarchie pokroková a lidé šikovní.

## Historie
Důl Vojtěch byl založen Janem Antonínem Alisem, který přišel do Příbrami z Kutné Hory v roce 1772. Jan Antotnín Alis při stavbě tohoto dolu uplatnil nový systém otvírky ložiska a čerpání vody, stejně jako to udělal na dole Anna. Vojtěch byl hlouben ve staré propadlině mezi dolem Anenským a Mariánským a těžba byla zahájena v roce 1779. Součástí dolu bylo i vodní kolo, které se staralo o odvodňování. To se ale roku 1780 pro nedostatek vody zastavilo a důl byl zatopen až do sedmého patra. V průběhu roku 1782 byl do provozu uveden vodotěžný stroj. Konopné lano, jež zaručovalo správné odvodňování šachty, se ale po několika měsících přetrhlo a opět došlo k zatopení dolu, tentokrát až do čtvrtého patra. Při tom zahynulo deset horníků.

### Hloubení

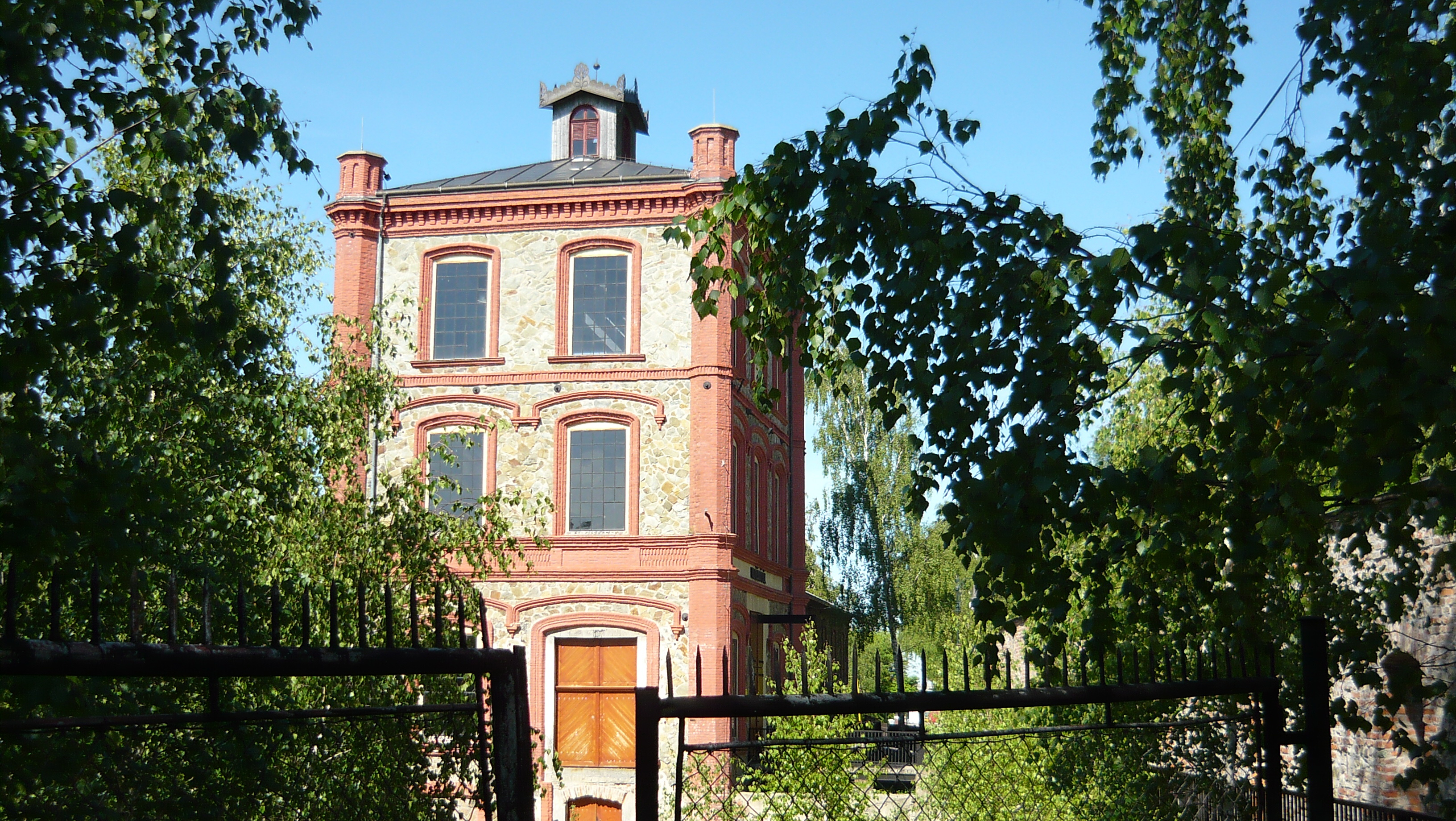
Vojtěšský důl

V roce 1875 dosáhl důl Vojtěch hloubky jednoho kilometru a stal se tak prvním dolem na světě, který tuto hranici překonal. Důl dosáhl celkové hloubky 1 269,9 metru a měl 35 pater. Jeho hloubka byla později překonána Prokopským dolem s 1579,62 metry a 41 patry a Anenským dolem s 1449,29 metry a 39 patry. Profil jámy je 6 × 3 metry.
| rok  | dosažená hloubka (m) |
| ---- | -------------------- |
| 1779 | 22,3                 |
| 1780 | 74,4                 |
| 1800 | 283,6                |
| 1820 | 316,7                |
| 1840 | 478,4                |
| 1875 | 1 000,9              |
| 1890 | 1 107,5              |
| 1920 | 1 206,3              |
| 1935 | 1 262,9              |

## Současnost
Důl byl uzavřen a zlikvidován v roce 1981, a to zásypem na zátku v hloubce 40,4 m. Ohlubeň pak byla zakryta betonovými panely.
Dnes je důl Vojtěch spravován Hornickým muzeem v Příbrami a je součástí jeho prohlídkového areálu. V horní části objektu se nachází stálá expozice obrazů s hornickou tematikou malíře Karla Hojdena a sochaře Václava Šáry. Součástí prohlídky je i podzemí dolu nebo parní těžní stroj Breitfeld & Daněk z let 1873–1889. Zajímavostí je i obnovená hornická kovárna z 18. století.